# زويا إيفانوفا
زويا إيفانوفا هي عداءة مراثونية كازاخستانية، ولدت في 14 مارس 1952 في بتروبافل في كازاخستان.

## وصلات خارجية
- زويا إيفانوفا على موقع الاتحاد الدولي لألعاب القوى (الإنجليزية)
- زويا إيفانوفا على موقع رابطة إحصائيات سباق الطريق (الإنجليزية)
- زويا إيفانوفا على موقع أوليمبيديا (الإنجليزية)